# Supercoppa di Cina 2017
La Supercoppa di Cina 2017 è stata la quindicesima edizione della Supercoppa di Cina.
Si è svolta il 25 febbraio 2017 allo Stadio Olimpico di Chongqing, tra il Guangzhou Evergrande, vincitore della Chinese Super League della Coppa di Cina, e il Jiangsu Suning, finalista di Coppa.
La vittoria del trofeo è andata al Guangzhou Evergrande, che ha sconfitto il Jiangsu Suning grazie a una rete di Alan.

## Partecipanti
| Squadre        | Qualificazione                     | Partecipazioni precedenti (il grassetto indica la vittoria) |
| -------------- | ---------------------------------- | ----------------------------------------------------------- |
| Guangzhou E.   | Vincitore della Super League 2016  | 5 (2012, 2013, 2014, 2015, 2016)                            |
| Jiangsu Suning | Finalista della Coppa di Cina 2016 | 2 (2013, 2016)                                              |

## Tabellino
| Arbitro: | Wang Di |

|          |           |  |
| Alan 35’ | Marcatori |  |

### Formazioni
|                     |    |                 |     |       |
|                     |    |                 |     |       |
| P                   | 19 | Zeng Cheng      |     |       |
| D                   | 12 | Wang Shangyuan  | 77’ |       |
| D                   | 5  | Zhang Linpeng   |     |       |
| D                   | 6  | Feng Xiaoting   |     |       |
| D                   | 35 | Li Xuepeng      | 81’ |       |
| C                   | 8  | Paulinho        |     |       |
| C                   | 10 | Zheng Zhi (c)   |     |       |
| C                   | 11 | Ricardo Goulart |     | 90+2’ |
| C                   | 2  | Liao Lisheng    |     | 80’   |
| C                   | 7  | Alan            |     |       |
| A                   | 29 | Gao Lin         |     | 72’   |
| A disposizione:     |    |                 |     |       |
| P                   | 13 | Fang Jingqi     |     |       |
| D                   | 21 | Zhang Chenglin  |     | 90+2’ |
| D                   | 25 | Zou Zheng       |     |       |
| C                   | 4  | Xu Xin          |     |       |
| C                   | 15 | Zhang Wenzhao   |     |       |
| C                   | 20 | Yu Hanchao      | 78’ | 72’   |
| C                   | 27 | Zheng Long      |     | 80’   |
| Allenatore:         |    |                 |     |       |
| Luiz Felipe Scolari |    |                 |     |       |

|                 |    |                |     |     |
|                 |    |                |     |     |
| P               | 30 | Zhang Sipeng   |     |     |
| D               | 24 | Ji Xiang       |     | 68’ |
| D               | 5  | Zhou Yun       |     |     |
| D               | 2  | Li Ang         |     |     |
| D               | 26 | Hong Jeong-Ho  |     |     |
| D               | 28 | Yang Xiaotian  | 39’ |     |
| C               | 7  | Ramires        |     |     |
| C               | 12 | Zhang Xiaobin  |     | 86’ |
| C               | 22 | Wu Xi (c)      |     | 59’ |
| A               | 10 | Alex Teixeira  | 78’ |     |
| A               | 9  | Roger Martínez |     |     |
| A disposizione: |    |                |     |     |
| P               | 1  | Gu Chao        |     |     |
| D               | 39 | Yang Boyu      |     |     |
| C               | 8  | Liu Jianye     |     |     |
| C               | 11 | Xie Pengfei    |     | 59’ |
| C               | 13 | Tao Yuan       |     | 68’ |
| C               | 33 | Gu Wenxiang    |     |     |
| A               | 40 | Ge Wei         |     | 86’ |
| Allenatore:     |    |                |     |     |
| Choi Yong-soo   |    |                |     |     |

## Campioni
| Vincitore Supercoppa di Cina 2017 |
| --------------------------------- |
| Guangzhou Evergrande 3º titolo    |